# Букер, Девин
Девин Армани Букер (англ. Devin Armani Booker; род. 30 октября 1996, Гранд-Рапидс, Мичиган) — американский баскетболист, атакующий защитник, выступающий за клуб НБА «Финикс Санз». Двукратный Олимпийский чемпион в составе сборной США в 2020-м и 2024-м годах. На студенческом уровне выступал за команду университета Кентукки «Кентукки Уайлдкэтс». Один из восьми игроков в истории НБА, набиравших не менее 70 очков в одном матче.

## Ранние годы
Девин Букер родился в семье Вероники Гутьерес и баскетболиста Мелвина Букера. Его родители познакомились, когда Мелвин выступал за клуб Континентальной баскетбольной ассоциации «Гранд-Рапидс Хупс», базировавшийся в родном городе Вероники Гранд-Рапидс (Мичиган). Девин родился 30 октября 1996 года и детство провёл в Мичигане вместе с матерью, пока его отец играл за океаном. Однако каждое лето он ездил к отцу.

## Профессиональная карьера
25 июня 2015 года Букер был выбран на драфте НБА 2015 года под общим тринадцатым номером клубом «Финикс Санз». 13 июня он подписал контракт новичка с командой и принял участие в Летней лиге НБА. 19 июля, набрав 31 очко в одной игре, он повторил рекорд результативности турнира. Всего же за семь игр турнира он в среднем набирал 15,3 очка и делал 4,9 подбора и 1,7 передачи. Дебют Букера в НБА состоялся за два дня до его 19-летия. За 21 минуту матча против «Даллас Маверикс» он набрал 14 очков и сделал 3 подбора. Букер стал 25-м игроком, который дебютировал в НБА до своего 19-летия. При этом Букер стал первым из этих 25, кто успел до НБА отыграть год в колледже.
2 декабря 2015 года он обновил свой рекорд результативности, набрав в матче с «Детройт Пистонс» 18 очков. 21 декабря Букер впервые в своей карьере вышел в стартовом составе. В игре против «Юты Джаз» он отыграл 12 минут, набрав 6 очков. После травмы Эрика Бледсо в декабре 2015 года, который досрочно завершил сезон 2015/16, Букер стал основным атакующим защитником «Санз». 19 января 2016 года Букер набрал 32 очка за 40 минут (в том числе 6 3-очковых попаданий) в проигранном матче с «Индианой Пейсерс» (94-97). Это стало его личными рекордами по набранным очкам и по реализованным 3-очковым. В январе 2016 года Букер в 14 матчах «Санз» в среднем проводил на площадке по 33,6 минуты, набирая 17,3 очка (1,8 трёхочкового попадания). Из 14 матчей в январе «Финикс» выиграл только два. 2 февраля в матче против «Торонто» (97-104) Букер вновь реализовал 6 трёхочковых, набрав за матч 27 очков.
Букер был выбран одним из восьми участников конкурса трёхочковых бросков на Матче всех звёзд 2016 года. При этом изначально он не вошёл в американскую сборную восходящих звёзд (игроки, проводящие первый или второй сезон в НБА), которая сыграла со сборной восходящих звёзд мира. Но затем Букер заменил Нерленса Ноэля, который не смог выступить из-за травмы. В матче за 18 минут Букер набрал 23 очка, в том числе реализовав пять 3-очковых. В конкурсе трёхочковых бросков Букер вышел в финал вместе с двумя защитниками «Голден Стэйт Уорриорз» Стефеном Карри и Клеем Томпсоном. Конкурс выиграл Томпсон, Карри стал вторым, а Букер — третьим.
По итогам дебютного сезона в НБА Букер занял четвёртое место в голосовании на награду лучшему новичку года и был включён в первую сборную новичков НБА, став первым игроком «Санз» с 2003 года, попавшим в эту символическую сборную.
В 2017 году был выбран в состав сборной США на «Матч восходящих звёзд лиги» 17 февраля в Нью-Орлеане в рамках проведения «звёздного уик-энда».
24 марта 2017 года Букер набрал 70 очков в выездной игре против «Бостон Селтикс» (120—130). За 45 минут Букер реализовал 21 бросок с игры из 40 (4 из 11 трёхочковых) и 24 из 26 штрафных. Букер набрал 51 очко во второй половине (в том числе 28 в последней четверти). Девин стал шестым и самым молодым игроком в истории НБА, набравшим 70 очков в одном матче (ранее это удавалось Уилту Чемберлену, Дэвиду Робинсону, Дэвиду Томпсону, Элджину Бэйлору и Коби Брайанту). Ранее ни один 20-летний баскетболист не набирал даже 60 очков. Это также рекорд среди действующих игроков НБА. Это наибольшее количество очков, набранных игроком в одном матче с января 2006 года, когда Брайант набрал 81 очко (первый случай, когда игрок набрал не менее 70 очков в XXI веке). Предыдущий рекорд для клуба «Финикс Санз» составлял 60 очков (Том Чэмберс в марте 1990 года). Предыдущий рекорд в матче против «Селтикс» принадлежал Бэйлору (64 очка в ноябре 1959 года). Предыдущий личный рекорд Букера составлял 39 очков. Букер заявил, что никогда не забудет этот вечер, отдельно отметив овацию болельщиков «Селтикс». У «Санз» в этом матче был второй самый юный стартовый состав в истории НБА (рекорд принадлежит им же и был установлен несколькими днями ранее). 15 из 16 студенческих команд NCAA, игравших в плей-офф в тот момент, были старше по среднему возрасту стартового состава, чем «Санз».
В 2018 году на Матче звёзд НБА, который прошел в Лос-Анджелесе на арене «Степлс — центр», Букер стал победителем конкурса трёхочковых бросков, одолев в финале состязания представителя «Голден Стэйт Уорриорз» Клэя Томпсона. Набрав 28 очков, Букер установил рекорд соревнования.
7 июля 2018 году Букер подписал пятилетний контракт стоимостью 158 миллионов долларов с «Санз».
13 февраля 2020 года было принято решение, что Букер примет участие в Матче всех звёзд НБА 2020 в качестве замены травмированного Дамиана Лилларда. Он также заменил Лилларда в конкурсе трёхочковых, который он ранее выигрывал, и уступил в финале Бадди Хилду, заняв второе место.
24 февраля 2021 года, второй год подряд, Букер вошёл в заявку на Матч всех звёзд НБА 2021 в качестве замены травмированного Энтони Дэвиса. Но Букер всё-таки не принял участие в матче из-за травмы и был заменён Майком Конли.
23 мая 2021 Букер дебютировал в плей-офф НБА и вместе со своей командой «Финикс Санз» дошёл до финала НБА, уступив «Милуоки Бакс» в шестиматчевой серии, ведя в серии со счётом 2–0.
В сезоне 2021/22, 29 ноября 2021 года, Букер был признан игроком недели Западной конференции за победу во всех четырёх гостевых встречах «Финикса» в 6-й неделе сезона, продлив с командой серию побед до рекордных для франшизы 18 матчей кряду. Он снова стал игроком недели 17 января 2022 года за три победы на 13-й неделе. 10 февраля Букер третий год подряд был приглашён резервистом на Матч всех звёзд НБА вместе с товарищем по команде Крисом Полом.  Он закончил 23-ю неделю, набирая в среднем 37,3 очка и отдавая 6,3 передачи за игру, и был признан игроком 23-й недели Западной конференции. Букер и «Санз» завершили регулярный сезон с лучшим общим результатом лиги — 64–18. Букер также впервые в карьере был включен в Первую сборную всех звёзд НБА.
Букер начал плей-офф НБА 2022 в хорошей форме, набрав 56 очков в первых двух матчах серии первого раунда против «Нью-Орлеан Пеликанс», но покинул вторую игру серии в третьей четверти после того, как получил травму подколенного сухожилия. Пропустив следующие три игры Букер вернулся к играм «Санз», одержав выездную победу со счетом 115–109, которая завершила серию из шести матчей и позволила «Финикс Санз» выйти в полуфинал Западной конференции. В полуфинале Западной конференции «Санз» повели со счетом 2–0 в серии против «Даллас Маверикс», но проиграли в семи матчах.

#### Сезон 2022—2023: Продление контракта
7 июля 2022 года Букер подписал максимальный контракт с «Финикс Санз» на 4 года суммой в 224 миллиона долларов; в тот же день он был объявлен лицом NBA 2K23. 18 ноября Букер набрал 49 очков, а также сделал восемь подборов и 10 передач в проигранном матче со счетом 133–134 против «Юты Джаз». 30 ноября Букер набрал рекордные 51 очко всего за три четверти, реализовав 20 из 25 бросков с игры в победном матче против «Чикаго Буллз». Он был назван Игроком месяца Западной конференции, набирая в среднем 29,0 очков за игру, 5,3 подборов за игру и 5,8 передач за игру в октябре и ноябре. 17 декабря Букер набрал рекордные для сезона 58 очков в победном матче против «Нью-Орлеан Пеликанс». Он стал шестым самым молодым игроком, набравшим 12 000 очков за карьеру, уступив только Леброну Джеймсу, Кевину Дюранту, Коби Брайанту, Кармело Энтони и Трейси Макгрэди.
7 февраля 2023 года Букер вернулся в состав, пропустив предыдущие 21 игру из-за растяжения левой паховой мышцы. Он набрал 19 очков, сделал шесть передач и четыре подбора в победном матче против «Бруклин Нетс». 24 февраля Букер набрал 25 очков, сделал шесть подборов и восемь передач в победном матче против «Оклахома-Сити Тандер». Он также забил свой 1052-й трёхочковый бросок в карьере, превзойдя Стива Нэша по количеству трёхочковых в истории «Санз». 5 марта в матче против «Даллас Маверикс» Букер набрал 36 очков, реализовав 15 из 25 бросков, а также сделал 5 подборов и 10 передач, принеся «Санз» победу со счётом 130:126. За 3,5 секунды до конца матча Букер также ввязался в перепалку с Лукой Дончичем, в результате чего они оба получили технические фолы. 8 марта Букер набрал 44 очка, реализовав 17 из 23 с игры, включая 6 из 10 трёхочковых, в победе над «Оклахома-Сити Тандер» со счётом 132:101. Он также стал первым игроком в истории «Санз», который провёл четыре игры подряд, набирая не менее 35 очков.
В третьей игре серии плей-офф первого раунда «Санз» против «Лос-Анджелес Клипперс» Букер набрал 45 очков в победе со счетом 129:124, выведя «Финикс» вперёд в серии. Он повторил рекорд франшизы за авторством Чарльза Баркли по количеству игр плей-офф с 40 очками, набрав пять таких игр. В пятой игре серии плей-офф первого раунда «Санз» против «Лос-Анджелес Клипперс» Букер набрал 47 очков, отдал 10 передач и сделал восемь подборов, а «Финикс» победу со счётом 136:130. Букер также провёл свою 17-ю игру плей-офф с 30 очками и свою шестую игру с 40 очками, превзойдя предыдущие рекорды франшизы «Санз» по играм в плей-офф с 30 очками (16) и 40 очками (5). В третьей игре полуфинала Западной конференции Букер повторил свой личный рекорд плей-офф, набрав 47 очков, а также набрал шесть подборов, девять передач и три перехвата в победном матче против «Денвер Наггетс». В итоге «Санз» проиграли серию будущему чемпиону НБА «Наггетс» в шести играх. Однако за всё время чемпионской гонки «Денвера» «Финикс» стал единственной командой, которая выиграла у «Наггетс» более одной игры в одной серии плей-офф.

#### Сезон 2023–2024: Четвёртый вызов на Матч всех звёзд
17 ноября 2023 года Букер набрал 24 очка и отдал 15 результативных передач, установив рекорд карьеры, в победе над «Ютой Джаз» со счётом 131:128. 24 ноября Букер набрал 40 очков, реализовав 15 из 21 бросков с игры, включая 3 из 4 трёхочковых, в победе над «Мемфис Гриззлис» со счётом 110:89. 26 ноября Букер набрал 28 очков, сделал 11 результативных передач, два блок-шота и забил победный трёхочковый в победе над «Нью-Йорк Никс» со счётом 116:113.
19 января 2024 года Букер набрал 52 очка, 25 из которых пришлись на первую четверть, в победе со счетом 123:109 над «Нью-Орлеан Пеликанс». 24 января Букер набрал 46 очков, реализовав 17 из 23 бросков с игры, включая 6 из 10 трехочковых, в победе над «Даллас Маверикс» со счетом 132:109. Два дня спустя в игре против «Индианы Пэйсерс» Букер набрал 29 очков в первой четверти, установив рекорд франшизы «Санз» по очкам за четверть. Он закончил игру с 62 очками, реализовав 22 из 37 бросков, в проигрыше со счетом 131:133, став девятым игроком в истории НБА, который записал на свой счет несколько игр с 60 и более очками. Букер также установил рекорд по количеству очков за игру на арене «Гейнбридж-филдхаус», которая стала четвертой ареной, где он установил рекорд по количеству очков за одну игру, после «Футпринт-центр», «ТД-гарден» и «Дельта-центр». После очередного матча против «Орландо Мэджик» с 44 очками 28 января Букер был назван Игроком недели Западной конференции в девятый раз в своей карьере, набирая в среднем 42 очка, пять подборов и 63,9% попаданий с игры в четырёх матчах. Он также был назван Игроком месяца Западной конференции в третий раз в своей карьере, что является лучшим показателем в истории франшизы «Санз». В 16 играх января Букер в среднем набирал 30,0 очков, 6,3 передачи и 4,4 подбора, реализуя 53,9% бросков с игры и 40,0% трёхочковых. В этом отрезке «Санз» одержали 11 побед.
1 февраля Букер был выбран в четвёртый раз на Матч всех звёзд Западной конференции в качестве резервного игрока. 1 апреля Букер набрал 52 очка, отдал девять передач и забросил восемь трёхочковых (рекордный результат в карьере) в матче против «Нью-Орлеан Пеликанс», завершившемся победой со счётом 124:111. Он стал первым игроком НБА со времён Уилта Чемберлена, набравшим не менее 50 очков в трёх играх подряд против одного и того же соперника. В первом раунде плей-офф «Финикс» проиграл «Миннесоте Тимбервулвз» в четырёх играх, несмотря на то, что Букер набрал рекордные для себя 49 очков в четвёртой игре, которую «Финикс» проиграл со счётом 116:122. По итогам сезона Букер был включён в третью сборную всех звёзд НБА. Вместе с Кевином Дюрантом они стали третьей парой партнёров по команде в истории НБА, которые в среднем набирали более 27 очков за один сезон.

## Статистика

### Статистика в НБА
| Сезон                                                                                    | Команда | Регулярный сезон | Регулярный сезон | Регулярный сезон | Регулярный сезон | Регулярный сезон | Регулярный сезон | Регулярный сезон | Регулярный сезон | Регулярный сезон | Регулярный сезон | Регулярный сезон | Серия плей-офф | Серия плей-офф | Серия плей-офф | Серия плей-офф | Серия плей-офф | Серия плей-офф | Серия плей-офф | Серия плей-офф | Серия плей-офф | Серия плей-офф | Серия плей-офф |
| Сезон                                                                                    | Команда | GP               | GS               | MPG              | FG%              | 3P%              | FT%              | RPG              | APG              | SPG              | BPG              | PPG              | GP             | GS             | MPG            | FG%            | 3P%            | FT%            | RPG            | APG            | SPG            | BPG            | PPG            |
| ---------------------------------------------------------------------------------------- | ------- | ---------------- | ---------------- | ---------------- | ---------------- | ---------------- | ---------------- | ---------------- | ---------------- | ---------------- | ---------------- | ---------------- | -------------- | -------------- | -------------- | -------------- | -------------- | -------------- | -------------- | -------------- | -------------- | -------------- | -------------- |
| 2015/16                                                                                  | Финикс  | 76               | 51               | 27,7             | 42,3             | 34,3             | 84,0             | 2,5              | 2,6              | 0,6              | 0,3              | 13,8             | Не участвовал  | Не участвовал  | Не участвовал  | Не участвовал  | Не участвовал  | Не участвовал  | Не участвовал  | Не участвовал  | Не участвовал  | Не участвовал  | Не участвовал  |
| 2016/17                                                                                  | Финикс  | 78               | 78               | 35,0             | 42,3             | 36,3             | 83,2             | 3,2              | 3,4              | 0,9              | 0,3              | 22,1             | Не участвовал  | Не участвовал  | Не участвовал  | Не участвовал  | Не участвовал  | Не участвовал  | Не участвовал  | Не участвовал  | Не участвовал  | Не участвовал  | Не участвовал  |
| 2017/18                                                                                  | Финикс  | 54               | 54               | 34,5             | 43,2             | 38,3             | 87,8             | 4,5              | 4,7              | 0,9              | 0,3              | 24,9             | Не участвовал  | Не участвовал  | Не участвовал  | Не участвовал  | Не участвовал  | Не участвовал  | Не участвовал  | Не участвовал  | Не участвовал  | Не участвовал  | Не участвовал  |
| 2018/19                                                                                  | Финикс  | 64               | 64               | 35,0             | 46,7             | 32,6             | 86,6             | 4,1              | 6,8              | 0,9              | 0,2              | 26,6             | Не участвовал  | Не участвовал  | Не участвовал  | Не участвовал  | Не участвовал  | Не участвовал  | Не участвовал  | Не участвовал  | Не участвовал  | Не участвовал  | Не участвовал  |
| 2019/20                                                                                  | Финикс  | 70               | 70               | 35,9             | 48,9             | 35,4             | 91,9             | 4,2              | 6,5              | 0,7              | 0,3              | 26,6             | Не участвовал  | Не участвовал  | Не участвовал  | Не участвовал  | Не участвовал  | Не участвовал  | Не участвовал  | Не участвовал  | Не участвовал  | Не участвовал  | Не участвовал  |
| 2020/21                                                                                  | Финикс  | 67               | 67               | 33,9             | 48,4             | 34,0             | 86,7             | 4,2              | 4,3              | 0,8              | 0,2              | 25,6             | 22             | 22             | 40,4           | 44,7           | 32,1           | 90,5           | 5,6            | 4,5            | 0,8            | 0,2            | 27,3           |
| 2021/22                                                                                  | Финикс  | 68               | 68               | 34,5             | 46,6             | 38,3             | 86,8             | 5,0              | 4,8              | 1,1              | 0,4              | 26,8             | 10             | 10             | 36,6           | 45,1           | 43,1           | 88,7           | 4,8            | 4,4            | 0,5            | 0,4            | 23,3           |
| 2022/23                                                                                  | Финикс  | 53               | 53               | 34,6             | 49,4             | 35,1             | 85,5             | 4,5              | 5,5              | 1,0              | 0,3              | 27,8             | 11             | 11             | 41,7           | 58,5           | 50,8           | 86,6           | 4,8            | 7,2            | 1,7            | 0,8            | 33,7           |
| 2023/24                                                                                  | Финикс  | 68               | 68               | 36,0             | 49,2             | 36,4             | 88,6             | 4,5              | 6,9              | 0,9              | 0,4              | 27,1             | 4              | 4              | 41,5           | 49,2           | 35,0           | 95,1           | 3,3            | 6,0            | 1,8            | 0,3            | 27,5           |
|                                                                                          | Всего   | 598              | 573              | 34,0             | 46,4             | 35,7             | 87,0             | 4,0              | 5,0              | 0,9              | 0,3              | 24,3             | 47             | 47             | 40,0           | 48,6           | 38,9           | 89,9           | 5,1            | 5,3            | 1,0            | 0,4            | 28,0           |
| Наведите курсор мыши на аббревиатуры в заголовке таблицы, чтобы прочесть их расшифровку. |         |                  |                  |                  |                  |                  |                  |                  |                  |                  |                  |                  |                |                |                |                |                |                |                |                |                |                |                |

### Статистика в колледже
| Сезон                                                                                   | Команда  | GP | GS | MPG  | FG%  | 3P%  | FT%  | RPG | APG | SPG | BPG | PPG  |  |
| --------------------------------------------------------------------------------------- | -------- | -- | -- | ---- | ---- | ---- | ---- | --- | --- | --- | --- | ---- |  |
| 2014/15                                                                                 | Кентукки | 38 | 0  | 21,5 | 47,0 | 41,1 | 82,8 | 2,0 | 1,1 | 0,4 | 0,1 | 10,0 |  |
|                                                                                         | Всего    | 38 | 0  | 21,5 | 47,0 | 41,1 | 82,8 | 2,0 | 1,1 | 0,4 | 0,1 | 10,0 |  |
| Наведите курсор мыши на аббревиатуры в заголовке таблицы, чтобы прочесть их расшифровку |          |    |    |      |      |      |      |     |     |     |     |      |  |